# Byrzina (miejscowość)
Byrzina (bułg. Бързина) – wieś w Bułgarii, w obwodzie Wraca, w gminie Chajredin. Według danych szacunkowych Ujednoliconego Systemu Ewidencji Ludności oraz Usług Administracyjnych dla Ludności, 15 września 2023 roku miejscowość liczyła 211 mieszkańców.